# Mora
Mora er en by i Dalarne i Sverige og hovedbyen i Mora Kommune. Byen har cirka 10.900 indbyggere.
I 1889 blev Zorngården i Mora færdig. Den blev opført af maleren Anders Zorn, dels som bolig, dels som atelier. Den er i dag et velbesøgt museum.
Mållinjen for Vasaløbet, der finder sted hvert år i marts og starter i Sälen, ligger i Mora.
Byen er hjemsted for ishockeyklubben Mora IK.
Mora er et jernbaneknudepunkt, hvor Inlandsbanan krydser Dalabanan og Älvdalsbanan.